# Apochresis
Apochresis là một chi bọ cánh cứng trong họ 
Elateridae.
Chi này được miêu tả khoa học năm 1882 bởi Candèze.

## Các loài
Chi này có các loài:
- Apochresis asper Candèze, 1881